# 今井正アワー
『今井正アワー』（いまいただしアワー）は、1966年6月18日から同年9月24日まで、および1966年11月27日から同年12月25日まで、NETテレビ（現・テレビ朝日）系列にて放映されたテレビドラマ。
「愛情」をテーマとして、1作につき3 - 5回のドラマを全5作、20回にわたって放映。その20回すべてを今井正が演出、監督を務めた。そのため、本番組は監督の冠番組となっている。
本番組は、第四作『ガンかて笑って死ねるんや』の終了時点で、土曜洋画劇場（現在の日曜洋画劇場）新設などにともなう編成の事情で一時中断された。約2か月開けて、1966年11月27日から毎週日曜日22時の時間帯に移って第五作『海の心の通うとき』を放映した。

## 放映データ・スタッフ
- 放映曜日・放映時間帯
  - 毎週土曜日22時 - 23時（第一作『初夜』 - 第四作『ガンかて笑って死ねるんや』）
  - 毎週日曜日22時 - 23時（第五作『海の心の通うとき』）
- 放映形式：モノクロ16mmフィルム
- プロデューサー：本田延三郎、吉津正
- 制作：NET、東映テレビプロ

## 第一作 ｢初夜｣
- 放映期間：1966年6月18日 - 1966年7月9日
- 放映話数：全4話

### あらすじ（第一作）
W大学文学部学生の蕪木流吉は、同じ寮の先輩の送別会の二次会のため、小料理屋「忍ぶ川」へ出掛け、そこで志乃と出会う。志乃は以前、同じ寮の仲間の潮田を振ったということがあった。流吉は次第に志乃に惹かれることとなって、「忍ぶ川」に通う日々が始まる。

### スタッフ（第一作）
- 原作：三浦哲郎『初夜』『忍ぶ川』『帰郷』『恥の譜』
- 脚本：西沢裕子

### キャスト（第一作）
- 津川雅彦 （蕪木流吉）
- 磯村みどり （仲居・志乃）
- 蜷川幸雄 （潮田）
- 原知佐子 （蕪木香世 = 流吉の姉）
- 美川陽一郎 （春蔵 = 志乃の父）
- 加藤嘉 （蕪木兵介 = 流吉の父）
- 賀原夏子 （蕪木とよ = 流吉の母）
- 御木本伸介
- 荒木道子
- 渡辺篤史
- 北島マヤ
- 横山靖子
- 真山知子

ほか

## 第二作 ｢下町の青春｣
- 放映期間：1966年7月16日 - 1966年8月6日
- 放映話数：全4話

### あらすじ（第二作）
ある下町の工員・ガンちゃんを中心に描かれる物語。ある日、協賛会による小学校講堂設立のための強制寄付に抗議する内容を書いた投書がガンちゃんの名前で新聞に載ったことから、ガンちゃんは町で評判の人気者になり、またその時から協賛会長や区会議員の古田の一派に迫害されはじめる。古田はガンちゃんの勤める工場が下請けとなっている丸岡工業に、発注を止めるよう要請するなどの妨害を始める。しかしその投書はガンちゃんの身にまったく覚えのないことだった。ここからガンちゃん、クロちゃん、イチ子の三人組は古田一派らとの戦いを始める。

### スタッフ（第二作）
- 原作：早乙女勝元 （理論社刊『小麦色の仲間たち』より）
- 脚本：菅谷俊一、高橋正一
- 助監督：天野利彦
- 音楽：中村八大
- タイトル画：久米宏一

### 主題歌（第二作）
「下町の青春」
歌：坂本九 / 作詞：岩谷時子 / 作曲：中村八大

### キャスト（第二作）
- 坂本九 （ガンちゃん）
- 蔵一彦 （クロちゃん）
- 大川栄子 （イチ子）
- 多々良純 （古田）
- 住吉正博 （協賛会長）
- 浜村純 （総会屋）
- 八木昌子 （久恵）
- 田島和子
- 藤原釜足
- 谷晃
- 中村是好
- 関弘子
- 金井大
- 菅井きん

ほか

## 第三作 ｢雨のひまわり｣
- 放映期間：1966年8月13日 - 1966年9月3日
- 放映話数：全4話

### あらすじ（第三作）
本作の主人公・柿沢松種は、数学者の岡潔がモデルとなっている。
奈良飛鳥工大教授で学術勲章受章者でもある数学者、柿沢松種。彼の二人の娘のうち、姉の加奈江は医者のもとに嫁ぎ、妹の三津子は保育園で働きながら父の世話をする生活を送っている。父も生活のことは三津子に任せきりだった。あるとき、柿沢の教え子・寺田は西ドイツに留学することになる。寺田と恋仲である三津子は、父を置いて寺田に付いて行くこともできないあまり悩むようになる。

### スタッフ（第三作）
- 脚本：藤本義一
- 音楽：渡辺宙明

### キャスト（第三作）
- 中村鴈治郎 （柿沢松種）
- 市原悦子 （加奈江 = 松種の長女）
- 中村玉緒 （三津子 = 松種の次女）
- 勝部演之 （寺田 = 松種のゼミ生）
- 東野英治郎
- 川上夏代
- 村瀬幸子
- 田武謙三

ほか

## 第四作 ｢ガンかて笑って死ねるんや｣
- 放映期間：1966年9月10日 - 1966年9月24日
- 放映話数：全3話

### あらすじ（第四作）
国立大阪病院の元耳鼻咽喉科部長で博士の中村正尭を主人公にしたドラマであり、中村夫人の中村歌子による闘病手記『ガンかて笑って死ねるんや』が原作となっている。

### スタッフ（第四作）
- 原作：中村歌子『ガンかて笑って死ねるんや』
- 脚本：阿部桂一

### キャスト（第四作）
- 松村達雄 （中村正尭）
- 丹阿弥谷津子 （中村歌子）
- 根上淳
- 宝生あやこ
- 北竜二
- 清水綋治
- 佐久間三雄
- 宮本信子

ほか

## 第五作 ｢海の心の通うとき｣
- 放映期間：1966年11月27日 - 1966年12月25日
- 放映話数：全5話

### あらすじ（第五作）
篠原健介は貨物船「明宝丸」の船長。ある夜、明宝丸は鹿島灘沖を航行していたところ、漁船の天徳丸と衝突。天徳丸は沈没する。この事故について、天徳丸の船員で生還した友助は「漂泊灯を点けていた」と主張するが、明宝丸の船舶会社の海務課長・大野始は、操舵手・藤木に偽証を使わせてまで、明宝丸側は無罪である主張を貫こうとする。そして、この事故の真相は最後に海難審判に持ち込まれることとなる。

### スタッフ（第五作）
- 脚本：本田英郎

### キャスト（第五作）
- 山形勲 （篠原健介）
- 加藤治子
- 中山仁 （篠原一郎）
- 江原真二郎 （藤木）
- 河野秋武 （大野始）
- 小川真由美
- 久米明
- 高津住男 （友助）
- 加藤嘉
- 初井言榮
- 三井弘次
- 真山知子
- 木下ゆづ子

ほか